# يو جين
يو جين (بالصينية: 尤今؛ بالإنجليزية: You Jin) هي كاتِبة سنغافورية، ولدت في 1950 في إيبوه في ماليزيا.